# Мальков Микола Іванович
Микола Іванович Мальков (9 грудня 1932, місто Верхній Уфалей, тепер Челябінської області, Російська Федерація — 19 березня 2007, місто Владивосток, Російська Федерація) — радянський діяч, 1-й секретар Владивостоцького міського комітету КПРС, 1-й секретар Магаданського і Читинського обласних комітетів КПРС. Кандидат у члени ЦК КПРС у 1981—1986 роках. Член ЦК КПРС у 1986—1991 роках. Депутат Верховної ради Російської РФСР 9-го скликання, член Президії Верховної ради РРФСР. Депутат Верховної ради СРСР 10—11-го скликань. Народний депутат Російської РФСР у 1990—1993 роках.

## Життєпис
Член КПРС з 1954 року.
У 1955 році закінчив Владивостоцьке вище морехідне училище.
У 1955—1956 роках — мічман на кораблях Військово-морського флоту СРСР.
У 1956—1958 роках — 3-й, 2-й штурман, помічник капітана на суднах Далекосхідного морського пароплавства.
У 1958—1962 роках — заступник начальника Далекосхідної морехідної школи у Владивостоці.
У 1962—1964 роках — секретар партійного комітету, в 1964—1967 роках — заступник начальника Владивостоцького морського торгового порту.
У 1967 році закінчив Далекосхідне вище інженерне морське училище.
У 1967—1969 роках — заступник секретаря, секретар партійного комітету Далекосхідного морського пароплавства.
У 1969—1971 роках — завідувач відділу транспорту і зв'язку Приморського крайового комітету КПРС.
У 1971—1975 роках — 1-й секретар Владивостоцького міського комітету КПРС.
У 1972 році закінчив заочно Вищу партійну школу при ЦК КПРС.
У 1975 — грудні 1978 року — 2-й секретар Приморського крайового комітету КПРС.
26 грудня 1978 — 15 вересня 1986 року — 1-й секретар Магаданського обласного комітету КПРС.
2 вересня 1986 — 2 листопада 1990 року — 1-й секретар Читинського обласного комітету КПРС.
Одночасно у квітні 1990 — березні 1991 року — голова Читинської обласної ради народних депутатів.
У 1990—1993 роках — народний депутат РРФСР, член Ради національностей Верховної ради РРФСР, член фракції «Комуністи Росії». У 1991—1993 роках — заступник голови комісії з питань соціального і економічного розвитку республік у складі РФ, автономних областей, округів і нечисленних народів Ради національностей Верховної ради РРФСР (Російської Федерації), член Комісії з питань депутатської етики.
У 1993—1996 роках — експерт Управління справами Державної Думи Російської Федерації; в Управлінні справами Адміністрації Президента Російської Федерації.
У 1996 році переїхав до міста Владивостока. Працював заступником керівника мінтаєвої флотилії «Дальморепродукту» із кадрів.
Помер 19 березня 2007 року в місті Владивостоці.

## Нагороди
- орден Леніна (1982)
- орден Жовтневої Революції (1976)
- два ордени «Знак Пошани» (1963, 1971)
- медалі